# Асир (Библия)
Асир (на иврит: אָשֵׁר) е персонаж от Стария завет, осми син на Яков и родоначалник на едно от дванайсетте израилски племена – Асировото коляно.
Той е един от двамата синове на Яков от неговата наложница Зелфа, по-малък брат на Гад. На смъртното си легло Яков го благославя с думите: „Хлябът му е твърде тлъст, и той ще доставя царски ястия“.[Бит. 49:20] Според Библията Асир с четиримата си синове и дъщеря си първоначално живее в Ханаан, а след това се преселва в Египет с останалите евреи. Равинската традиция представя Асир като изключително добродетелен и постоянно стремящ се да преодолява конфликтите между своите братя, заради което често предизвиква тяхната неоправдана неприязън.